# أكوورث
أكوورث (بالإنجليزية: Acworth, Georgia)‏ هي مدينة تقع في مقاطعة كوب، جورجيا بولاية جورجيا في الولايات المتحدة. تبلغ مساحة هذه المدينة  (كم²)، وترتفع عن سطح البحر  م، بلغ عدد سكانها 20425 نسمة في عام 2010 حسب إحصاء مكتب تعداد الولايات المتحدة.

## أعلام
- مارك أو. بارتون
- دارين والر

## وصلات خارجية
- http://www.acworth.org/
- Cities & Counties - Georgia.gov